# Al-Bila’izitajn
Al-Bila’izitajn – miejscowość w Egipcie, w muhafazie Al-Minja, w dystrykcie Maghagha. W 2006 roku liczyła 2427 mieszkańców.